# Pallacanestro maschile ai VI Giochi panamericani
Il Campionato maschile di pallacanestro ai VI Giochi panamericani si è svolto dal 31 luglio al 12 agosto 1971 a Cali, in Colombia, durante i VI Giochi panamericani. La vittoria finale è andata alla nazionale brasiliana.

## Squadre partecipanti
- Argentina
- Brasile
- Canada
- Colombia
- Cuba
- Haiti
- Isole Vergini Americane
- Messico
- Panama
- Perù
- Porto Rico
- Stati Uniti
- Suriname

## Girone A
| Squadra                 | G | V | P | PF  | PS  | DP  |
| ----------------------- | - | - | - | --- | --- | --- |
| Argentina               | 4 | 4 | 0 | 347 | 318 | +29 |
| Panama                  | 4 | 3 | 1 | 311 | 281 | +30 |
| Canada                  | 4 | 2 | 2 | 303 | 275 | +28 |
| Colombia                | 4 | 1 | 3 | 267 | 318 | -52 |
| Isole Vergini Americane | 4 | 0 | 4 | 267 | 303 | -36 |

## Risultati
| Cali 31 luglio 1971 | Panama | 82 – 59 | Isole Vergini Americane |  |

| Cali 31 luglio 1971 | Argentina | 81 – 75 (39-27) | Canada |  |

| Cali 1º agosto 1971 | Argentina | 79 – 77 (41-45) | Isole Vergini Americane |  |

| Cali 1º agosto 1971 | Canada | 88 – 58 (32-30) | Colombia |  |

| Cali 3 agosto 1971, ore 13:10 | Panama | 69 – 68 (34-26) | Canada |  |

| Cali 3 agosto 1971, ore 13:50 | Argentina | 96 – 76 (36-27) | Colombia |  |

| Cali 5 agosto 1971, ore 9:30 | Canada | 72 – 67 (42-39) | Isole Vergini Americane |  |

| Cali 5 agosto 1971, ore 16:10 | Panama | 70 – 63 (41-23) | Colombia |  |

| Cali 6 agosto 1971 | Argentina | 91 – 90 | Panama |  |

| Cali 6 agosto 1971, ore 9:30 | Colombia | 70 – 64 (38-34) | Isole Vergini Americane |  |

## Girone B
| Squadra    | G | V | P | PF  | PS  | DP   |
| ---------- | - | - | - | --- | --- | ---- |
| Porto Rico | 3 | 3 | 0 | 352 | 206 | +146 |
| Messico    | 3 | 2 | 1 | 305 | 177 | +128 |
| Perù       | 3 | 1 | 2 | 261 | 216 | +45  |
| Haiti      | 3 | 0 | 3 | 107 | 426 | -319 |

## Risultati
| Cali 1º agosto 1971 | Perù | 117 – 29 (67-9) | Haiti |  |

| Cali 2 agosto 1971, ore 16:10 | Porto Rico | 81 – 80 (37-37) | Messico |  |

| Cali 3 agosto 1971, ore 11:30 | Porto Rico | 183 – 48 (97-16) | Haiti |  |

| Cali 3 agosto 1971 | Messico | 99 – 76 | Perù |  |

| Cali 5 agosto 1971, ore 12:50 | Messico | 126 – 24 (65-12) | Haiti |  |

| Cali 6 agosto 1971, ore 12:50 | Porto Rico | 88 – 72 | Perù |  |

## Girone C
| Squadra     | G | V | P | PF  | PS  | DP   |
| ----------- | - | - | - | --- | --- | ---- |
| Brasile     | 3 | 2 | 1 | 287 | 205 | +82  |
| Cuba        | 3 | 2 | 1 | 252 | 208 | +44  |
| Stati Uniti | 3 | 2 | 1 | 278 | 200 | +78  |
| Suriname    | 3 | 0 | 3 | 170 | 374 | -204 |

## Risultati
| Cali 1º agosto 1971 | Cuba | 73 – 69 (36-33) | Stati Uniti |  |

| Cali 2 agosto 1971, ore 9:30 | Brasile | 135 – 56 (57-24) | Suriname |  |

| Cali 3 agosto 1971 | Cuba | 111 – 66 (45-21) | Suriname |  |

| Cali 3 agosto 1971, ore 16:30 | Stati Uniti | 81 – 79 (d.1t.s.) (36-33, 70-70) | Brasile |  |

| Cali 5 agosto 1971, ore 11:10 | Stati Uniti | 128 – 48 (64-23) | Suriname |  |

| Cali 6 agosto 1971, ore 16:10 | Brasile | 73 – 68 (36-33) | Cuba |  |

## Girone finale
| Squadra    | G | V | P | PF  | PS  | DP   |
| ---------- | - | - | - | --- | --- | ---- |
| Brasile    | 5 | 5 | 0 | 392 | 334 | +58  |
| Porto Rico | 5 | 4 | 1 | 444 | 401 | +43  |
| Cuba       | 5 | 3 | 2 | 401 | 363 | +38  |
| Messico    | 5 | 2 | 3 | 411 | 402 | +9   |
| Argentina  | 5 | 1 | 4 | 403 | 440 | -37  |
| Panama     | 5 | 0 | 5 | 363 | 474 | -111 |

## Risultati
| Cali 8 agosto 1971 | Porto Rico | 84 – 79 (40-36) | Cuba |  |

| Cali 8 agosto 1971 | Messico | 100 – 80 (54-39) | Panama |  |

| Cali 8 agosto 1971 | Brasile | 88 – 77 (40-40) | Argentina |  |

| Cali 9 agosto 1971 | Brasile | 73 – 71 (34-33) | Porto Rico |  |

| Cali 9 agosto 1971 | Messico | 83 – 75 (46-40) | Argentina |  |

| Cali 9 agosto 1971 | Cuba | 79 – 62 (37-27) | Panama |  |

| Cali 10 agosto 1971 | Porto Rico | 89 – 83 (41-43) | Argentina |  |

| Cali 10 agosto 1971, ore 15:30 | Brasile | 92 – 52 (45-24) | Panama |  |

| Cali 10 agosto 1971 | Cuba | 88 – 74 (44-38) | Messico |  |

| Cali 11 agosto 1971, ore 14:10 | Porto Rico | 117 – 84 (61-35) | Panama |  |

| Cali 11 agosto 1971, ore 15:50 | Cuba | 95 – 80 | Argentina |  |

| Cali 11 agosto 1971, ore 17:30 | Brasile | 76 – 72 (32-39) | Messico |  |

| Cali 12 agosto 1971, ore 12:10 | Porto Rico | 83 – 82 (48-48) | Messico |  |

| Cali 12 agosto 1971, ore 13:50 | Argentina | 88 – 85 (39-41) | Panama |  |

| Cali 12 agosto 1971 | Brasile | 63 – 62 (30-37) | Cuba |  |

## Classifica finale
| Pos. | Squadra                 | Formazione |
| ---- | ----------------------- | --- |
|      | Brasile                 | BrasileAdilson, Mosquito, Emil Rached, Fransérgio, Hélio Rubens, Joy, Menon, Luiz Mello, Marquinhos, Carioquinha, Robertão, Dodi, All. Edson Bispo   |
|      | Porto Rico              | Porto RicoAdorno, Baum, Blondet, Calzada, Coll, Cruz, Dalmau, Hatton, Ortiz, Rivera, Rodríguez, All. Gene Bartow                                     |
|      | Cuba                    | CubaCalderón, Cañizares, Chappé, Domecq, García, R. Herrera, T. Herrera, Ortiz, Roca, Standard, Urgellés, Varona, All. Carmelo Ortega                |
| 4.   | Messico                 | MessicoAyala, Espinal, García, Guerrero, Jacobo, Martínez, Ortiz, Palma, Payán, Quintanar, Sáenz, Tiscareño, All. Pedro Barba                        |
| 5.   | Argentina               | ArgentinaBecerra, Benítez, Cabrera, Cortondo, De Lizaso, Gaggero, Gehrmann, González, Pellandini, Perazzo, Prato, Salas, All. Jorge Canavesi         |
| 6.   | Panama                  | PanamaArroyo, Cordero, Cousins, Ellis, Morales, Murrell, Osorio, Peart, Peralta, Pinillo, Rivas, Straker, All. Carl Pirelli                          |
| 7.   | Stati Uniti             | Stati Uniti4 Taylor, 5 Davis, 6 Wilmore, 7 Ford, 8 Forbes, 9 Terry, 10 McAdoo, 11 Chones, 12 Witte, 13 Jones, 14 Westphal, 15 Buse, All. Jim Gudger  |
| 8.   | Canada                  | CanadaBrayden, Brown, MacKay, Molinski, Olsen, Sankey, Smith, Stoesz, Thorsen, P. Tollestrup, T, Tollestrup, Williams, All. Peter Mullins            |
| 9.   | Perù                    | PerùAiraldi, Benalcázar, de Cárdenas, J.C. Duarte, Ra. Duarte, Ri. Duarte, Fleming, Paredes, Sangio, Valerio, Vásquez, Vilchez, All. Forddy Anderson |
| 10.  | Colombia                | ColombiaÁvila, Cabas, Douglas, Escobar, Hooker, A. Manuel, L. Manuel, Moreno, Pérez, Romero, Ronderos, Uribe, All. Raúl Ballefín                     |
| 11.  | Isole Vergini Americane | Isole Vergini AmericaneBell, Blake, Charles, Ferrari, Francis, Knigge, Lester, Malone, A. Solomon, W. Solomon, Toole, Williams, All. Hubert Lewis    |
| 12.  | Suriname                | SurinameBrewster, Chelius, Godfried, van Kempen, Kerk, Krieger, Lieuw A Sie, Nelson, Nijhorst, Tjon Aman, Tonch, Wezer, All. Edward Zaal             |
| 13.  | Haiti                   | HaitiBenjamin, Benoit, Collée, Debonal, Lathone, Lefranc, Marc, Mehe, Mesamours, Murat, Romulus, Valermin, All. Raymond Magloire                     |